# Love Somebody
Singles de Maroon 5
Daylight
(2012) Maps
(2014)
Pistes de Overexposed
The Man Who Never Lied Ladykiller
Love Somebody est une chanson du groupe de pop américain Maroon 5 parue sur l'album Overexposed et sortie en single le 14 mai 2013. C'est le quatrième et dernier single de l'album.

## Clip
Le clip est réalisé par Rich Lee. Il est notamment interprété par Emily Ratajkowski.